# Örslösa socken
Örslösa socken i Västergötland ingick i Kållands härad, uppgick 1969 i Lidköpings stad och området ingår sedan 1971 i Lidköpings kommun och motsvarar från 2016 Örslösa distrikt.
Socknens areal är 28,64 kvadratkilometer varav 28,57 land. År 2000 fanns här 683 invånare. Tätorten Örslösa med sockenkyrkan Örslösa kyrka ligger i socknen.

## Administrativ historik
Socknen har medeltida ursprung. 
Vid kommunreformen 1862 övergick socknens ansvar för de kyrkliga frågorna till Örslösa församling och för de borgerliga frågorna bildades Örslösa landskommun. Landskommunen utökades 1952 och uppgick 1969 i Lidköpings stad som 1971 ombildades till Lidköpings kommun. Församlingen utökades 2006.
1 januari 2016 inrättades distriktet Örslösa, med samma omfattning som församlingen hade 1999/2000.  
Socknen har tillhört län, fögderier, tingslag och domsagor enligt vad som beskrivs i artikeln Kållands härad. De indelta soldaterna tillhörde Västgöta-Dals regemente, Kållands kompani och Västgöta regemente livkompaniet.

## Geografi
Örslösa socken ligger väster om Lidköping med Vänern i väster. Socknen är en småkuperad slättbygd med inslag av skog i söder.

## Fornlämningar
Lösfynd från stenåldern har påträffats. Från bronsåldern finns gravrösen och skålgropsförekomster. Från järnåldern finns tre gravfält, stensättningar domarringar och en fornborg.

## Namnet
Namnet skrevs 1291 Örslöso och kommer från kyrkbyn. Efterleden är lösa, 'glänta; äng'. Förleden kan innehålla mansbinamnet Ör, från ör, 'galen,tokig; rasande, vild'.